# Stärke und Ehre
Stärke und Ehre (ukrainisch Сила і Честь Syla i Tschest) ist eine politische Partei in der Ukraine. Sie wurde am 26. Oktober 2009 gegründet.

## Parteiprogramm
Stärke und Ehre ist dem Konservatismus zuzuordnen, setzt sich für die Mittelschicht und einen starken Rechtsstaat ein und strebt eine Reform der Verwaltungsgliederung der Ukraine an: Stärkung des Einheitstaats-Prinzips zum einen, Übertragung bestimmter Funktionen des Staates auf Kommunalverwaltungsebene zum anderen. Die Ukraine brauche grundlegende verfassungs- und verwaltungstechnische Änderungen, um ein Gleichgewicht zwischen den staatlichen Stellen/Organen zu schaffen; vgl. Checks and Balances.
Die Macht des Präsidenten solle eingeschränkt werden, vom ukrainischen Parlament, der Werchowna Rada, kontrolliert werden und die Möglichkeit eines Amtsenthebungsverfahrens eingeführt werden. Es soll ein Zweikammersystem eingeführt werden und die politische Immunität soll dahingehend geändert werden, dass begangene Straftaten schneller verfolgt und bestraft werden können. Damit will man die Korruption bekämpfen.
Die Partei setzt sich für den freien Markt, gegen die Macht der Monopole und Oligarchien ein, möchte Preiskartelle zerschlagen und kleine und mittlere Unternehmen fördern.

## Wahlergebnisse
- Parlamentswahl 2014: 13.549 Stimmen (0,08 %)
- Parlamentswahl 2019: 558.674 Stimmen (3,82 %)